# 1088
1088 (MLXXXVIII) var ett skottår som började en lördag i den julianska kalendern.

## Händelser

### Mars
- 12 mars – Sedan Viktor III har avlidit året innan väljs Odo av Lagery till påve och tar namnet Urban II.

### Okänt datum
- Benediktinerklostret i Cluny byggs om för andra gången.
- Universitetet i Bologna i Italien grundläggs - Europas äldsta universitet.
- Byggandet av den tredje och största kyrkan i Cluny påbörjas.
- Upproret 1088 mot Vilhelm II av England leds av Odo av Bayeux.
- Mansur ibn Nasir efterträder Nasir ibn Alnas som härskare av Hammadiddynastin.
- Raymond IV av Toulouse blir greve av Toulouse.

## Födda
- Öystein Magnusson, kung av Norge 1103–1123.
- Tairrdelbach Ua Conchobair, storkonung av Irland 1121–1156.
- Irene av Ungern, bysantinsk kejsarinna och helgon.

## Avlidna
- 6 januari – Berengar av Tours, kristen teolog.
- Naser Khosrow, persisk teolog.